# Liste der Baudenkmäler in Rheinbach
Die Liste der Baudenkmäler in Rheinbach enthält die denkmalgeschützten Bauwerke auf dem Gebiet der Stadt Rheinbach im Rhein-Sieg-Kreis in Nordrhein-Westfalen (Stand: unbekannt). Diese Baudenkmäler sind in der Denkmalliste der Stadt Rheinbach eingetragen; Grundlage für die Aufnahme ist das Denkmalschutzgesetz Nordrhein-Westfalen (DSchG NRW).

## Rheinbach
| Bild                                                  | Bezeichnung                                           | Lage                                                                 | Beschreibung | Bauzeit                                     | Eingetragen seit | Denkmal- nummer |
| ----------------------------------------------------- | ----------------------------------------------------- | -------------------------------------------------------------------- | --- | ------------------------------------------- | ---------------- | --------------- |
| Amtsgericht                                           | Amtsgericht                                           | Rheinbach Schweigelstraße 30 Karte                                   | Gerichtsgebäude (mit ehemaligen Zellentrakt) | 1878                                        | 01.06.1985       | 23              |
| weitere Bilder                                        | Bahnhof                                               | Rheinbach Bahnhofstraße Karte                                        | langgestreckter Backsteinbaukörper mit viergeschossigem Mittelrisalit | um 1880                                     | 11.01.1990       | 57              |
| Haftanstalt                                           | Haftanstalt                                           | Rheinbach Aachener Straße 47 Karte                                   | Justizvollzugsanstalt |                                             | 01.06.1985       | 21              |
| weitere Bilder                                        | Fachwerkgebäude                                       | Rheinbach Hauptstraße 10 Karte                                       | dreigeschossiger Fachwerkbau, einfach vorkragend mit profilierten Balkenköpfen | Anfang des 18. Jh., 1963/64 stark renoviert | 15.12.1994       | 196             |
| Forsthaus                                             | Forsthaus                                             | Rheinbach Ölmühlenweg 98 Karte                                       | zweigeschossiger, geschlämmter Backsteinbau mit drei Achsen | um 1880                                     | 11.04.1994       | 110             |
| weitere Bilder                                        | Hof Raaf                                              | Rheinbach Polligsstraße 1/Ecke Bachstraße Karte                      | große vierflügelige Fachwerkhofanlage | Ende des 18. Jh.                            | 11.04.1994       | 111             |
| weitere Bilder                                        | Himmeroder Hof                                        | Rheinbach Polligsstraße 3 Karte                                      | Hofanlage. Ursprünglich Verwaltungsstelle der Abtei Himmerod; wurde in der Zeit um 1323 von Rheinbachweiler nach Rheinbach verlegt |                                             | 24.01.1986       | 27              |
| weitere Bilder                                        | Jüdischer Friedhof                                    | Rheinbach Am jüdischen Friedhof Karte                                | vereinzelte Grabsteine, wurde wahrscheinlich 1891 errichtet |                                             | 01.07.1986       | 28              |
| Kallenturm                                            | Kallenturm                                            | Rheinbach Kallenturm 8 Karte                                         | Rest der alten Stadtbefestigung, Eckbau zur Löherstraße | 1. Hälfte des 14. Jh.                       | 11.04.1994       | 109             |
| Mariensäule                                           | Mariensäule                                           | Rheinbach Grabenstraße/Ecke Gerbergasse                              | Kreuz mit Marienfigur von 1854 |                                             | 28.07.1989       | 55              |
| Meilensteine                                          | Meilensteine                                          | Rheinbach Aachener Straße 44                                         | zwei Meilensteine auf dem Gelände der Straßenmeisterei, Sandsteinpfeiler auf rechteckigem Sockel, erbaut 1854–1957 |                                             | 06.02.1995       | 199             |
|                                                       | Parkanlage                                            | Rheinbach Stadtpark 31                                               | geometrische Anlage mit kleiner Muttergotteskapelle und Christusfigur aus Bronze. Der Grundriss der Garten-/Parkanlage bezieht sich auf die Gebäudestruktur und bildet mit dem Gebäude eine Einheit.                                  | Anfang des 19. Jahrhunderts                 | 16.04.2008       | 225             |
| weitere Bilder                                        | Pumpe                                                 | Rheinbach Am Bürgerhaus Karte                                        | gemauerter Pfeiler über quadratischem Grundriss mit Lavabasaltplatten verkleidet | 1813                                        | 07.10.1994       | 149             |
| Pumpenpfeiler                                         | Pumpenpfeiler                                         | Rheinbach Verteilerkreis Münstereifeler Straße/Aachener Straße Karte | Pfeiler auf quadratischem Sockel mit geschweifter Kehlung aus Sandstein mit betonten, abgerundeten Kanten | um 1900                                     | 22.08.2007       | 224             |
| weitere Bilder                                        | Rathaus                                               | Rheinbach Schweigelstraße 23 Karte                                   | Ehemals Landratsamt | 1902, erweitert 1912                        | 24.01.1986       | 25              |
| weitere Bilder                                        | Sankt Martin-Friedhof                                 | Rheinbach Ölmühlenweg Karte                                          | Ende des 19. Jh. erhielt der St. Martin-Friedhof mit zahlreichen alten Grabkreuzen überwiegend des 17. und 18., einige des 16. Jh., seine jetzige Form                                                                                |                                             | 06.07.1999       | 218             |
| weitere Bilder                                        | Katholische Pfarrkirche St. Martin                    | Rheinbach Hauptstraße 8 Karte                                        | die spätgotische Kirche mit neugotischen Erweiterungen wurde im Zweiten Weltkrieg bis auf den Turm zerstört; die heutige Kirche Neubau von 1949/50 (Johannes Baptist Kleefisch/C. Leyers), ursprünglich 18. Jh.                       | 1948–1950                                   | 15.12.1994       | 195             |
| weitere Bilder                                        | Waldkapelle                                           | Rheinbach Flur 43, Parzelle 142/71 Karte                             | Wallfahrtskapelle zum Heiligen Namen Jesu; Pilgerstätte auf das Jahr 1681 zurückgehend, 1686 Errichtung einer Kapelle, daneben ein Klösterchen für vier Franziskaner, 1845 Niederlegung durch die Stadt Rheinbach bis auf die Kapelle |                                             | 15.12.1994       | 197             |
| weitere Bilder                                        | Wasserturm                                            | Rheinbach Stadtpark Karte                                            | Intzebehälter |                                             | 18.12.1984       | 16              |
| weitere Bilder                                        | Wegekreuz                                             | Rheinbach Bachstraße Karte                                           | neugotisches Sandsteinkreuz auf rechteckigem Sockel | 1880                                        | 23.06.1986       | 31              |
| weitere Bilder                                        | Wegekreuz                                             | Rheinbach Eselsweg/Steinstraße (Stadtwald) Karte                     | sogenanntes schwarzes Kreuz | 1875                                        | 28.07.1989       | 54              |
| Wohnhaus                                              | Wohnhaus                                              | Rheinbach Kriegerstraße 8                                            | 2-geschossige Jugendstilvilla mit Erkervorbau, erbaut 1910 |                                             | 18.12.1984       | 1               |
| Wohngebäude                                           | Wohngebäude                                           | Rheinbach Hauptstraße 43 Karte                                       | Fachwerkgebäude des 18. Jh. |                                             | 18.12.1984       | 10              |
| Wohngebäude                                           | Wohngebäude                                           | Rheinbach Weiherstraße 24 Karte                                      | Fachwerkgebäude des 17. Jh. |                                             | 18.12.1984       | 11              |
| weitere Bilder                                        | Wohn- und Geschäftshaus                               | Rheinbach Hauptstraße 9 Karte                                        | Fachwerkhaus mit Giebelhäuser des 18. Jh. |                                             | 18.12.1984       | 15              |
| weitere Bilder                                        | Hofanlage                                             | Rheinbach Martinstraße 12 Karte                                      | zweigeschossiges Fachwerkhaus mit rückwärtiger Fachwerkscheune von 1836 |                                             | 03.12.85         | 24              |
| weitere Bilder                                        | Wohnhaus                                              | Rheinbach Schweigelstraße 20 Karte                                   | Jugendstilgebäude, erbaut 1898 |                                             | 25.11.86         | 33              |
|                                                       | Fachwerkstockwerksbau                                 | Rheinbach Am Bürgerhaus 5 ( Bachstraße 1 ) ???                       | giebelständig zum Platz gerichteter, 2-geschossiger Fachwerkstockwerksbau, 1. Hälfte des 18. Jh. |                                             | 01.03.1991       | 60              |
| weitere Bilder                                        | Fachwerkbau                                           | Rheinbach Hauptstraße 45 Karte                                       | 2-geschossiger, giebelständiger Fachwerkbau, erbaut um 1800, im 20. Jh. das EG zu Ladenzwecken umgestaltet |                                             | 22.10.1993       | 92              |
|                                                       | Fachwerkstockwerksbau                                 | Rheinbach Hauptstraße 34                                             | im Hinterhof liegender 2-geschossiger Fachwerkstockwerksbau aus dem 18. Jh. und später |                                             | 07.02.1994       | 106             |
| repräsentative Villa                                  | repräsentative Villa                                  | Rheinbach Bahnhofstraße 27 Karte                                     | mit der Nr. 25 ein Doppelhaus bildend, 2-geschossiger Bau mit zurückversetzter Eingangsachse, erbaut 1908 |                                             | 30.03.1994       | 108             |
| weitere Bilder                                        | 2-geschossiger Fachwerkhof                            | Rheinbach Weiherstraße 8 Karte                                       | 2-geschossiger Fachwerkhof mit Lehmstakenfüllung der 2. Hälfte des 18. Jh. |                                             | 22.06.1994       | 134             |
| weitere Bilder                                        | Fachwerkgebäude                                       | Rheinbach Grabenstraße 35 Karte                                      | 2-geschossiger Fachwerkständerbau des frühen 19. Jh. |                                             | 06.09.1994       | 142             |
| weitere Bilder                                        | Ostturm der Stadtbefestigung                          | Rheinbach Pallottistraße Am Vinzenz-Pallotti-Kolleg Karte            | Teil der ehemaligen Burg der Herren von Rheinbach, erbaut in der 2. Hälfte des 12. Jh., die Vorburg Ende des 13. Jh. Erweiterungen 1345                                                                                               |                                             | 28.11.1994       | 153             |
| weitere Bilder                                        | ehemaliges St. Josefsheim                             | Rheinbach Koblenzer Straße 2 Karte                                   | 2-geschossiger Putzbau in 7 Achsen, traufständig erschlossen, erbaut um 1900 |                                             | 28.11.1994       | 154             |
| Vinzenz-Pallotti-Kolleg                               | Vinzenz-Pallotti-Kolleg                               | Rheinbach Vor dem Voigtstor 18 Karte                                 | ehemaliges Hermannianum (gegr. 1882); großer Backsteinschulkomplex mit Mittelrisalit, Fassadenornamentik in Backstein, Lisenengliederung, Blendbögen in Klötzchenfries, erbaut 1882 und später                                        |                                             | 28.11.1994       | 155             |
|                                                       | ehemaliges Fachwerkgebäude                            | Rheinbach Am Bürgerhaus 3                                            | Kern des Gebäudes ist ein giebelständiger Fachwerkbau des 19. Jh. Datierung (1907) im schlichten Oberlicht |                                             | 28.11.1994       | 156             |
|                                                       | 2-geschossiger Fachwerkbau                            | Rheinbach Bachstraße 1a                                              | 2-geschossiger Fachwerkbau, rundum verputzt, aus der 1. Hälfte des 18. Jh. |                                             | 28.11.1994       | 157             |
| weitere Bilder                                        | 2-geschossiger Fachwerkgeschoßbau                     | Rheinbach Bachstraße 3 Karte                                         | 2-geschossiger Fachwerkgeschoßbau auf der Giebel- und Eingangsseite verputzt, erbaut in der 1. Hälfte des 18. Jh. |                                             | 28.11.1994       | 158             |
| 2-geschossiger Fachwerkständergeschoßbau              | 2-geschossiger Fachwerkständergeschoßbau              | Rheinbach Bachstraße 5 Karte                                         | 2-geschossiger Fachwerkständergeschoßbau mit Fenstervergrößerungen des 19. Jh. im EG, erbaut in der 1. Hälfte des 18. Jh. |                                             | 28.11.1994       | 159             |
| weitere Bilder                                        | 2-geschossiger Fachwerkstockwerksbau                  | Rheinbach Bachstraße 12 Karte                                        | 2-geschossiger Fachwerkstockwerksbau, giebelständig mit Quaderputz im EG, erbaut 18. Jh. |                                             | 28.11.1994       | 160             |
| 2-geschossiger Fachwerkstockwerksbau                  | 2-geschossiger Fachwerkstockwerksbau                  | Rheinbach Bachstraße 14 Karte                                        | 2-geschossiger Fachwerkstockwerksbau, verputzter Sockel, im EG zur Bachstraße die Gefache herausgenommen und durch Glas ersetzt, erbaut frühes 18. Jh.                                                                                |                                             | 28.11.1994       | 161             |
| weitere Bilder                                        | 2-geschossiger Fachwerkbau                            | Rheinbach Bachstraße 18 Karte                                        | 2-geschossiger Fachwerkbau mit axialisierten Fenstern, erbaut um 1800 |                                             | 28.11.1994       | 162             |
| 2-geschossiger breitgelagerter Putzbau                | 2-geschossiger breitgelagerter Putzbau                | Rheinbach Bahnhofstraße 5 Karte                                      | 2-geschossiger breitgelagerter Putzbau, Sockel mit Rillenputz, EG mit rustiziertem Bänderputz, erbaut um 1900 |                                             | 28.11.1994       | 163             |
| 2-geschossiger, 3-achsiger, rustikaler Putzbau        | 2-geschossiger, 3-achsiger, rustikaler Putzbau        | Rheinbach Bahnhofstraße 7 Karte                                      | 2-geschossiger, 3-achsiger, rustikaler Putzbau mit floraler Jugendstilputzumrahmung, erbaut um 1900 |                                             | 28.11.1994       | 164             |
| 2-geschossiges Reihenhaus mit rustikalem Putz         | 2-geschossiges Reihenhaus mit rustikalem Putz         | Rheinbach Bahnhofstraße 9 Karte                                      | 2-geschossiges Reihenhaus mit rustikalem Putz, glatte betonende Fensterrahmung mit schlichten Putzkeilsteinen, erbaut um 1900 |                                             | 28.11.1994       | 165             |
| weitere Bilder                                        | 2-geschossige Halbvilla                               | Rheinbach Bahnhofstraße 15 Karte                                     | 2-geschossige Halbvilla, rustiziertes Sockelgeschoß, EG Bänderputz, OG Backstein geschlämmt, die rechte Achse stark hervorgehoben als Blickpunkt im Straßenzug, erbaut 1903                                                           |                                             | 28.11.1994       | 166             |
| weitere Bilder                                        | 2-geschossige Halbvilla in 4 Achsen                   | Rheinbach Bahnhofstraße 17 Karte                                     | 2-geschossige Halbvilla in 4 Achsen, die beiden Mittelachsen vorgezogen, seitlicher Eingang, erbaut um 1900 |                                             | 28.11.1994       | 167             |
| 2-geschossige, 2-achsige, freistehende Putzvilla      | 2-geschossige, 2-achsige, freistehende Putzvilla      | Rheinbach Bahnhofstraße 23 Karte                                     | 2-geschossige, 2-achsige, freistehende Putzvilla in Neurenaissanceschmuckformen, EG mit Bänderputz, OG mit Quaderecklisenen, erbaut Anfang des 20. Jh.                                                                                |                                             | 28.11.1994       | 168             |
| weitere Bilder                                        | 2-geschossige Halbvilla                               | Rheinbach Bahnhofstraße 25 Karte                                     | 2-geschossige Halbvilla mit Diagonalbetonung durch 3-seitigen, 2-geschossigen Erker mit Strebepfeiler im EG, erbaut um 1908 |                                             | 28.11.1994       | 169             |
| 2-geschossige Halbvilla                               | 2-geschossige Halbvilla                               | Rheinbach Bahnhofstraße 29 Karte                                     | 2-geschosssige Halbvilla mit der Nr. 31 ein Doppelhaus bildend, auf hohem verputzten Souterrain, erbaut Anfang des 20. Jh. |                                             | 28.11.1994       | 170             |
| 2-geschossiger Fachwerkstockwerksbau                  | 2-geschossiger Fachwerkstockwerksbau                  | Rheinbach Hauptstraße 1 Karte                                        | 2-geschossiger Fachwerkstockwerksbau zur Straße Bungert, mit leicht vorkragendem OG zur Hauptstraße, erbaut in der 2. Hälfte des 18. Jh.                                                                                              |                                             | 29.11.1994       | 171             |
| weitere Bilder                                        | mächtiges 3-geschossiges Fachwerkgebäude              | Rheinbach Hauptstraße 2 Karte                                        | mächtiges 3-geschossiges Fachwerkgebäude als Eckbebauung zu Löherstraße, rundum verputzt, Fassade zur Hauptstraße in der 2. Hälfte des 19. Jh. vorgeblendet, erbaut Ende 17. Jh.                                                      |                                             | 29.11.1994       | 172             |
| 2-geschossiger Fachwerkstockwerksbau                  | 2-geschossiger Fachwerkstockwerksbau                  | Rheinbach Hauptstraße 3 Karte                                        | 2-geschossiger Fachwerkstockwerksbau, mit Nr. 1 unter einer Traufe, EG verändert durch späteren Ladeneinbau, erbaut in der 2. Hälfte des 18. Jh.                                                                                      |                                             | 29.11.1994       | 173             |
| weitere Bilder                                        | 2-geschossiger, giebelständiger Fachwerkstockwerksbau | Rheinbach Hauptstraße 47 Karte                                       | 2-geschossiger, giebelständiger Fachwerkstockwerksbau mit traufseitiger Verlängerung über der Tordurchfahrt aus der 2. Hälfte des 18. Jh.                                                                                             |                                             | 29.11.1994       | 174             |
| giebelständiger, 2-geschossiger Fachwerkstockwerksbau | giebelständiger, 2-geschossiger Fachwerkstockwerksbau | Rheinbach Junkergasse 9 Karte                                        | giebelständiger, 2-geschossiger Fachwerkstockwerksbau mit traufseitiger Erweiterung über der Tordurchfahrt aus dem späten 17. Jh. |                                             | 29.11.1994       | 175             |
| 2-geschossiger Fachwerkstockwerksbau                  | 2-geschossiger Fachwerkstockwerksbau                  | Rheinbach Junkergasse 11 Karte                                       | 2-geschossiger Fachwerkstockwerksbau, giebelständig, Giebelzone leicht vorkragend aus dem späten 17. Jh. |                                             | 29.11.1994       | 176             |
| weitere Bilder                                        | 2-geschossige Halbvilla                               | Rheinbach Kriegerstraße 10 Karte                                     | 2-geschossige Halbvilla auf hohem Souterrain, verputzt mit betonter linker Achse in Form eines durchgehenden halbrund gewölbten Erkers, erbaut 1907, renoviert 1982                                                                   |                                             | 29.11.1994       | 177             |
| weitere Bilder                                        | 2-geschossiger Fachwerkbau                            | Rheinbach Polligsstraße 4 Karte                                      | 2-geschossiger Fachwerkbau, giebelständig mit überbauter traufständiger Toreinfahrt aus dem 19. Jh. |                                             | 29.11.1994       | 178             |
| 2-geschossiger Fachwerkständerbau                     | 2-geschossiger Fachwerkständerbau                     | Rheinbach Polligsstraße 6 Karte                                      | 2-geschossiger Fachwerkständerbau, traufständig mit großer überbauter Tordurchfahrt aus der 1. Hälfte des 18. Jh. |                                             | 29.11.1994       | 179             |
| weitere Bilder                                        | 2-geschossiger Fachwerkstockwerksbau                  | Rheinbach Polligsstraße 7 Karte                                      | 2-geschossiger Fachwerkstockwerksbau mit verputztem EG, Fenstervergrößerungen in den 1920er Jahren, erbaut 2. Hälfte des 18. Jh. |                                             | 29.11.1994       | 180             |
| weitere Bilder                                        | 2-geschossiger Fachwerkbau                            | Rheinbach Polligsstraße 17 Karte                                     | 2-geschossiger Fachwerkbau, giebelständig mit leicht vorkragendem OG aus der 1. Hälfte des 18. Jh. |                                             | 29.11.1994       | 181             |
| 2-geschossiger Fachwerkstockwerksbau                  | 2-geschossiger Fachwerkstockwerksbau                  | Rheinbach Polligsstraße 13 Karte                                     | 2-geschossiger Fachwerkstockwerksbau, giebelständig mit traufseitiger Erweiterung aus der 1. Hälfte des 18. Jh. |                                             | 29.11.1994       | 182             |
| weitere Bilder                                        | 2-geschossiges, 2-achsiges Gebäude                    | Rheinbach Schweigelstraße 24 Karte                                   | 2-geschossiges, 2-achsiges Gebäude mit leicht verbreiteter linker Achse, erbaut um 1905 |                                             | 02.02.1995       | 183             |
| weitere Bilder                                        | 2-geschossiger, 3-achsiger gründerzeitlicher Bau      | Rheinbach Schweigelstraße 28 Karte                                   | 2-geschossiger, 3-achsiger gründerzeitlicher Bau mit seitlich zurückversetztem Eingang, erbaut 1906 |                                             | 14.12.1994       | 184             |
| große 3-flügelige, 3-geschossige, symmetrische Anlage | große 3-flügelige, 3-geschossige, symmetrische Anlage | Rheinbach Stadtpark 31 Karte                                         | von den Schwestern U.L. Frau als Erziehung- und Studienhaus errichtete große 3-flügelige, 3-geschossige, symmetrische Anlage mit Mittelpavillon, erbaut 1911 St. Joseph-Lyzeum                                                        |                                             | 29.11.1994       | 185             |
| weitere Bilder                                        | 2-geschossiger Eckbau zur Pallottistraße              | Rheinbach Vor dem Voigtstor 16 Karte                                 | 2-geschossiger Eckbau zur Pallottistraße mit aufwendigen Schmuckformen, im EG hohe Arkadenbögen, Fassade durch 2 turmartige Erker an den Seiten gegliedert, erbaut 1909 (ehemals Nelles, Kaufhaus)                                    |                                             | 29.11.1994       | 186             |
| 2-geschossiger Fachwerkstockwerksbau                  | 2-geschossiger Fachwerkstockwerksbau                  | Rheinbach Weiherstraße 10 Karte                                      | 2-geschossiger Fachwerkstockwerksbau, traufständig mit Giebelbetonung über dem Eingang, erbaut in der 2. Hälfte des 18. Jh. |                                             | 29.11.1994       | 187             |
| weitere Bilder                                        | 3-geschossiges Wohn- und Geschäftshaus                | Rheinbach Wilhelmsplatz 3 Karte                                      | 3-geschossiges Wohn- und Geschäftshaus in 3 Achsen mit zeitgenössischem Ladeneinbau, erbaut um 1905 |                                             | 30.11.1994       | 189             |
| weitere Bilder                                        | 2-geschossiges, 3-achsiges Wohn- und Geschäftshaus    | Rheinbach Wilhelmsplatz 5 Karte                                      | platzbestimmendes, 2-geschossiges, 3-achsiges Wohn- und Geschäftshaus in neugotischen Formen mit Ladeneinbau im EG, erbaut um 1905 |                                             | 30.11.1994       | 190             |
|                                                       | Gut Waldau                                            | Rheinbach Gut Waldau                                                 | mehrflügelige Hofanlage um einen weiten Innenhof, bestehend aus Wohnhaus-, Verwalter-, Gesindehaus, Stallungen und Scheunen, Verwalterhaus im Westen der Anlage, 1-geschossiger Putzbau mit 2 Eingängen, erbaut um 1920               |                                             | 12.12.1994       | 191             |
| weitere Bilder                                        | giebelständiger, 2-geschossiger Fachwerkständerbau    | Rheinbach Pützstraße 21 Karte                                        | giebelständiger, 2-geschossiger Fachwerkständerbau, die Giebelseite Ende des 19. Jh. mit Backstein verkleidet, erbaut 17. Jh. |                                             | 12.12.1994       | 192             |
| weitere Bilder                                        | 2-geschossiges, 2-achsiges Gebäude                    | Rheinbach Schweigelstraße 22 Karte                                   | 2-geschossiges, 1-achsiges Gebäude mit leicht verbreiterter rechten Achse, erbaut um 1905 |                                             | 14.12.1994       | 194             |
| weitere Bilder                                        | Fachwerkgebäude                                       | Rheinbach Bachstraße 16 Karte                                        | 2-geschossiger Fachwerkständergeschoßbau mit Putzfassade der Zeit um 1900, um 1900 Veränderungen des Satteldaches zum Mansarddach, Nageltür aus Eiche wohl 18. Jh.                                                                    |                                             | 18.01.1995       | 198             |
| repräsentative Villa                                  | repräsentative Villa                                  | Rheinbach Bahnhofstraße 31 Karte                                     | 2-geschossiger Putzbau auf hohem Souterrain, Bänderputz im EG, OG schlichte Rechteckfenster in Putzrahmung, erbaut Anfang des 20. Jh.                                                                                                 |                                             | 15.02.1995       | 200             |
| weitere Bilder                                        | 2-geschossiger Fachwerkgeschoßbau                     | Rheinbach Bachstraße 15 Karte                                        | 2-geschossiger Fachwerkgeschoßbau auf L-förmigem Grundriss aus dem späten 17. Jh. und später |                                             | 22.03.1995       | 209             |
| weitere Bilder                                        | Fachwerkgebäude                                       | Rheinbach Weiherstraße 12 Karte                                      | 2-geschossiger Fachwerkstockwerksbau, giebelständig, links traufständig, überbaute Tordurchfahrt, erbaut in der 2. Hälfte des 18. Jh.                                                                                                 |                                             | 29.05.1995       | 211             |
| Fachwerkgebäude                                       | Fachwerkgebäude                                       | Rheinbach Blindgasse 7                                               | 2-geschossiger Fachwerkständerbau, traufständig als Kopfbebauung zur Blindgasse aus dem 18. Jh. |                                             | 29.05.1995       | 212             |
| weitere Bilder                                        | 2-geschossiger, 3-achsiger Backsteinbau               | Rheinbach Schweigelstraße 26                                         | 2-geschossiger, 3-achsiger Backsteinbau, tiefliegende Eingangsachse mit zeitgenössischer Tür |                                             | 23.08.2004       | 221             |

## Flerzheim
| Bild                        | Bezeichnung                              | Lage                                                                             | Beschreibung | Bauzeit | Eingetragen seit | Denkmal- nummer |
| --------------------------- | ---------------------------------------- | -------------------------------------------------------------------------------- | --- | ------- | ---------------- | --------------- |
| Altes Pfarrhaus             | Altes Pfarrhaus                          | Flerzheim Swistbach 32 Karte                                                     | zweigeschossiger Fachwerkbau, Fassade in Feldbrandsteinverkleidung, 1850 und später                                         |         | 02.06.1993       | 75              |
| weitere Bilder              | Friedhofskreuz                           | Flerzheim Friedhof Karte                                                         | hohes Friedhofskreuz aus Trachyt, Putzsockel aus zwei hohen Rechteckblöcken, erbaut 1839                                    |         | 15.09.1994       | 146             |
| Haus Heisterbach            | Haus Heisterbach                         | Flerzheim Fliesweg 14 Karte                                                      | ehemaliges Antoniuskloster, 17. Jh., 1925 zu großen Teilen abgebrannt                                                       |         | 02.06.1993       | 79              |
| weitere Bilder              | Katholische Pfarrkirche St. Martin       | Flerzheim Swistbach 36 Karte                                                     | anstelle eines romanischen Vorgängerbaues errichtete Pfarrkirche, 1910/1912                                                 |         | 02.06.1993       | 76              |
| weitere Bilder              | Wegekreuz                                | Flerzheim Hommelsheimstraße/Nußbaumstraße Karte                                  | Sandsteinkreuz um 1900 |         | 06.07.1989       | 39              |
| weitere Bilder              | Wegekreuz                                | Flerzheim Fliesweg Karte                                                         | Trachytkreuz des 19. Jh. |         | 23.06.1986       | 30              |
| weitere Bilder              | Wegekreuz                                | Flerzheim Konrad-Adenauer-Straße / Nordstraße Karte                              | Kunststeinkreuz um 1867 |         | 06.07.1989       | 40              |
| weitere Bilder              | Wegekreuz                                | Flerzheim Nordstraße (Viehgasse) Karte                                           | Feldkreuz aus Trachyt von 1670                                                                                              |         | 06.07.1989       | 44              |
| weitere Bilder              | Kreuz                                    | Flerzheim Hommelsheimstr./Bonner Str. Karte                                      | Neugotisches Gedenkkreuz aus Sandstein, Errichtung 1887                                                                     |         | 18.12.1984       | 14              |
| weitere Bilder              | Fachwerkhofanlage                        | Flerzheim Mönchstr. 3                                                            | geschlossene Hofanlage, Ende des 17. Jh. und später                                                                         |         | 18.04.1990       | 43              |
| Hofanlage                   | Hofanlage                                | Flerzheim Swistbach 23 Karte                                                     | ehemalige Hofanlage, erbaut um 1840                                                                                         |         | 02.06.1993       | 68              |
| weitere Bilder              | Hofanlage                                | Flerzheim Swistbach 49 Karte                                                     | direkt am Swistbach gelegene ehemalige Hofanlage, Mitte des 19. Jh., Scheune 18. Jh.                                        |         | 02.06.1993       | 69              |
| ehemalige Fachwerkhofanlage | ehemalige Fachwerkhofanlage              | Flerzheim Swistbach 25 Karte                                                     | Fachwerkhofanlage traufständig zum Swistbach, um 1840                                                                       |         | 02.06.1993       | 70              |
| Hofanlage                   | Hofanlage                                | Flerzheim Swistbach 9 Karte                                                      | 3-seitige Hofanlage, spätes 18. Jh.                                                                                         |         | 02.06.1993       | 71              |
| ehemalige Winkelhofanlage   | ehemalige Winkelhofanlage                | Flerzheim Swistbach 12 Karte                                                     | ehemalige Winkelhofanlage, Wohnhaus traufständig zum Swistbach, Mitte des 19. Jh.                                           |         | 02.06.1993       | 72              |
| Fachwerkhofanlage           | Fachwerkhofanlage                        | Flerzheim Swistbach 7 Karte                                                      | 3-seitige Fachwerkhofanlage des späten 18. Jh.                                                                              |         | 02.06.1993       | 73              |
| ehemalige Hofanlage         | ehemalige Hofanlage                      | Flerzheim Mönchstr. 11 Karte                                                     | ehemalige Hofanlage der 2. Hälfte des 18. Jh.                                                                               |         | 02.06.1993       | 77              |
| weitere Bilder              | ehemalige Burg                           | Flerzheim Konrad-Adenauer-Str. 7 Karte                                           | ehemalige Burg, seit dem 12. Jh. als in Besitz der Herren von Flerzheim genannt                                             |         | 02.06.1993       | 78              |
| weitere Bilder              | ehemalige Hofanlage                      | Flerzheim Mönchstr. 8-10 Karte                                                   | Ehemalige Hofanlage, Wohnhaus traufständig zur Straße, Anfang 19. Jh., um 1900                                              |         | 05.10.1993       | 91              |
| ehemalige Fachwerkhofanlage | ehemalige Fachwerkhofanlage              | Flerzheim Mönchstr. 6 Karte                                                      | traufständiger Fachwerkbau Anfang des 19. Jh.                                                                               |         | 06.12.1993       | 93              |
| weitere Bilder              | geschlossene ehemalige Fachwerkhofanlage | Flerzheim Zippengasse 7 Karte                                                    | geschlossene ehemalige Fachwerkhofanlage, Wohnhaus traufständig zur Straße, erbaut Ende des 18. Jh. und um 1905             |         | 24.10.1994       | 151             |
| gusseiserne Dorfpumpe       | gusseiserne Dorfpumpe                    | Flerzheim Zippengasse 7 Karte                                                    | gusseiserne Dorfpumpe, kannelierter Schaft mit Speier auf 6-eckigem Sockelschaft aus der 2. Hälfte des 19. Jh.              |         | 20.02.1995       | 204             |
| Hofanlage                   | Hofanlage                                | Flerzheim Swistbach 3 Karte                                                      | geschlossene 4-flügelige Hofanlage, das Wohnhaus im Norden, traufständig, 2-geschossiger Backsteinbau mit Lisenengliederung |         | 07.08.1995       | 213             |
| weitere Bilder              | Wegekreuz                                | Flerzheim Ecke Konrad-Adenauer-Straße 22, Windmühlenweg, Fl. 6, Stück 350; Karte | Das Wegekreuz setzt sich zusammen aus einem hohen, zweifach gestuften Sockel aus Berkumer Trachyt. 19. Jh.                  |         | 01.10.2019       | 226             |

## Hilberath
| Bild                        | Bezeichnung                        | Lage                                             | Beschreibung | Bauzeit | Eingetragen seit | Denkmal- nummer |
| --------------------------- | ---------------------------------- | ------------------------------------------------ | --- | ------- | ---------------- | --------------- |
| Brunnen                     | Brunnen                            | Hilberath Hilberather Straße/Auf dem Essig Karte | Dorfbrunnen aus dem 19. Jh. |         | 11.04.1994       | 113             |
| weitere Bilder              | Katholische Pfarrkirche St. Martin | Hilberath Eidbusch 8 Karte                       | einschiffiger Saalbau aus Bruchstein mit verschiefertem viereckigem Turm über der Westseite, erbaut 1707                                              | 1707    | 25.07.1994       | 135             |
| Katholisches Pfarrhaus      | Katholisches Pfarrhaus             | Hilberath Kirchweg 6 Karte                       | zweigeschossiger Bruchsteinbau auf quadratischem Grundriss aus dem Jahre 1943                                                                         | 1943    | 25.07.1994       | 136             |
| Kriegerdenkmal              | Kriegerdenkmal                     | Hilberath Hilberather Straße/Auf dem Essig Karte | Kriegerdenkmal aus Kunststein in Form eines Grabmals mit Halbsäulenvorlagen, erbaut um 1920                                                           |         | 11.04.1994       | 112             |
| weitere Bilder              | Wegekreuz                          | Hilberath Brunnenstraße Karte                    | Trachytkreuz | 1832    | 07.05.1987       | 34              |
| weitere Bilder              | Wegekreuz                          | Hilberath Nierenfeld/Dorfstraße Karte            | Trachytkreuz | 1779    | 07.05.1987       | 35              |
|                             | Wegekreuz                          | Hilberath L 492 (Weiher)                         | Backstein-/Granitkreuz | 1832    | 06.07.1989       | 41              |
| weitere Bilder              | Wegekreuz                          | Hilberath L 492 (Waldrand) Karte                 | Votivkreuz aus Sandstein | 1838    | 06.07.1989       | 42              |
|                             | Wegekreuz                          | Hilberath Hilberather Straße/Höhe                | Votivkreuz aus Sandstein, 1899 |         | 01.06.90         | 46              |
| ehemalige Fachwerkhofanlage | ehemalige Fachwerkhofanlage        | Hilberath Hilberather Straße 19 Karte            | ehemalige Fachwerkhofanlage (Dorfwirtschaft mit Kegelbahn) als Eckbau zur Dorfstraße, erbaut Ende des 18. Jh.                                         |         | 25.07.1994       | 138             |
| Fachwerkhofanlage           | Fachwerkhofanlage                  | Hilberath Hilberather Straße 24 Karte            | ehemalige Fachwerkhofanlage als Eckbebauung zur Dorfstraße, erbaut Ende des 18. Jh.                                                                   |         | 24.10.1994       | 150             |
|                             | Fachwerkhofanlage                  | Hilberath Hilberather Straße 16                  | ehemalige Fachwerkhofanlage, Wohnhaus 2-geschossiger Stockwerksbau über verputztem Kellergeschoß, giebelständig zur Straße, erbaut Anfang des 19. Jh. |         | 10.11.97         | 217             |

## Neukirchen
Die Ziffern 1. sowie 1.1 bis 1.3 umfassen sowohl die Baudenkmäler der eingemeindeten Ortschaft Neukirchen, als auch der zugehörigen Wohnplätze Groß Schlebach, Klein Schlebach und Merzbach.
| Bild           | Bezeichnung                                   | Lage                                            | Beschreibung | Bauzeit | Eingetragen seit | Denkmal- nummer |
| -------------- | --------------------------------------------- | ----------------------------------------------- | --- | ------- | ---------------- | --------------- |
| weitere Bilder | Altes Pfarrhaus                               | Neukirchen Neukirchener Straße 18 Karte         | zweigeschossiger Fachwerkbau auf massivem Erdgeschoss, hochrechteckige Fenster mit Trachytgewänden | 1731    | 20.02.1995       | 205             |
|                | Fünf Wandbilder des Malers W. Schiffers       | Neukirchen Neukirchener Straße 18, Pfarrscheune | bei den fünf Wandbildern des Malers W. Schiffers handelt es sich um Darstellungen der Pfalz bei Kaub, der Waldkapelle von Rheinbach, des Mäuseturms, eine Ortsansicht von Neukirchen und Heck’s Häuschen |         | 20.02.1995       | 206             |
| weitere Bilder | Katholische Pfarrkirche St. Margaretha        | Neukirchen Neukirchener Str. 16 Karte           | auf einen Vorgängerbau zurückgehende barocke Saalkirche, schlichter verputzter Bruchsteinbau (erbaut 1734) mit vorgesetztem Westturm von 1787                                                            |         | 14.12.1993       | 105             |
| weitere Bilder | ehemalige Hofanlage, „Gasthaus Zum Wurstberg“ | Neukirchen Wurstberg 4 Karte                    | am Ortseingang erhöht liegende ehemalige Hofanlage, Wohnhaus langgestreckter Stockwerksbau mit geschoßtrennendem Schwellenkranz, erbaut 1781                                                             |         | 15.02.1995       | 202             |

### Groß Schlebach
| Bild                                  | Bezeichnung                           | Lage                                 | Beschreibung                                                                                    | Bauzeit | Eingetragen seit | Denkmal- nummer |
| ------------------------------------- | ------------------------------------- | ------------------------------------ | ----------------------------------------------------------------------------------------------- | ------- | ---------------- | --------------- |
| weitere Bilder                        | Wegekreuz                             | Groß Schlebach Schlebacher Straße 33 | eingelassenes Grabkreuz des 18. Jh., davor Holzkreuz des späten 19. Jh.                         |         | 28.07.1989       | 53              |
| ehemals 3-flügelige Fachwerkhofanlage | ehemals 3-flügelige Fachwerkhofanlage | Groß Schlebach Nr. 37 Karte          | ehemals 3-flügelige Fachwerkhofanlage aus dem 18. Jh.                                           |         | 13.12.1993       | 98              |
| weitere Bilder                        | ehemalige Hofanlage                   | Groß Schlebach Nr. 23                | ehemalige Hofanlage, Wohnhaus 1 1/2-geschossig aus der 1. Hälfte des 18. Jh.                    |         | 13.12.1993       | 99              |
| weitere Bilder                        | ehemalige Fachwerkhofanlage           | Groß Schlebach Nr. 21                | ehemalige Fachwerkhofanlage aus der 2. Hälfte des 18. Jh., erhaltenswert lediglich das Wohnhaus |         | 09.12.1993       | 100             |
| weitere Bilder                        | ehemalige Fachwerkhofanlage           | Groß Schlebach Nr. 15                | ehemalige Fachwerkhofanlage, davon erhalten nur das Wohnhaus aus der 1. Hälfte des 18. Jh.      |         | 20.02.1995       | 203             |

### Klein Schlebach
| Bild           | Bezeichnung | Lage                                      | Beschreibung                                                       | Bauzeit | Eingetragen seit | Denkmal- nummer |
| -------------- | ----------- | ----------------------------------------- | ------------------------------------------------------------------ | ------- | ---------------- | --------------- |
| weitere Bilder | Hofanlage   | Klein Schlebach Schlebacher Str. 47 Karte | Fachwerkgehöft, ehemalig in der Sürst gelegener „Hanensteiner Hof“ |         | 17.02.86         | 26              |

### Merzbach
| Bild | Bezeichnung | Lage                 | Beschreibung           | Bauzeit | Eingetragen seit | Denkmal- nummer |
| ---- | ----------- | -------------------- | ---------------------- | ------- | ---------------- | --------------- |
|      | Wohngebäude | Merzbach Neustraße 9 | Gehöft aus dem 18. Jh. |         | 18.12.1984       | 8               |

## Niederdrees
| Bild              | Bezeichnung                          | Lage                                    | Beschreibung | Bauzeit | Eingetragen seit | Denkmal- nummer |
| ----------------- | ------------------------------------ | --------------------------------------- | --- | ------- | ---------------- | --------------- |
| weitere Bilder    | Antoniuskapelle                      | Niederdrees Mieler Straße Karte         | Neugotische kleine Kapelle, spätes 19. Jh.                                                                                        |         | 06.07.1989       | 47              |
| weitere Bilder    | Katholische Pfarrkirche St. Antonius | Niederdrees Kirchgasse 1 Karte          | 1-schiffiger, verputzter Bruchsteinbau mit vorgesetztem dreigeschossigem Westturm von 1791                                        |         | 09.05.1994       | 114             |
| weitere Bilder    | Saal Stein                           | Niederdrees Kreisstraße 18 Karte        | ehemaliger Fachwerkhof des späten 18. Jh., um 1900 zur Kirchgasse um einen Kegelbahnanbau erweitert                               |         | 10.09.1993       | 82              |
| weitere Bilder    | Wegekreuz                            | Niederdrees Alte Holzgasse Karte        | Trachytkreuz des 19. Jh. |         | 23.06.1986       | 32              |
| weitere Bilder    | 4-flügelige Backsteinhofanlage       | Niederdrees Niederdreeser Str. 12 Karte | 4-flügelige Backsteinhofanlage von 1902                                                                                           |         | 09.05.1994       | 115             |
| weitere Bilder    | 2-geschossiger Fachwerkständerbau    | Niederdrees Kirchgasse 7 Karte          | 2-geschossiger Fachwerkständerbau mit axialisierter Fensteranordnung in 5 Achsen mit Mitteleingang                                |         | 09.05.1994       | 116             |
| weitere Bilder    | ehemalige Fachwerkhofanlage          | Niederdrees Niederdreeser Str. 54 Karte | ehemalige Fachwerkhofanlage, erbaut Ende des 17. Jh. mit anschließendem Torbau von 1809                                           |         | 09.05.1994       | 117             |
| weitere Bilder    | ehemalige Fachwerkhofanlage          | Niederdrees Niederdreeser Str. 52 Karte | ehemalige Fachwerkhofanlage, Rähm mit unleserlicher Inschrift, an der Fassade wiederverwendeter Sturz mit Jahreszahl 1672         |         | 09.05.1994       | 118             |
| weitere Bilder    | ehemalige Fachwerkhofanlage          | Niederdrees Kirchgasse 13 Karte         | ehemalige Fachwerkhofanlage aus der 2. Hälfte des 18. Jh.                                                                         |         | 25.07.1994       | 137             |
| weitere Bilder    | Friedhof                             | Niederdrees Niederdreeser Str. Karte    | von Backsteinmauer eingefasste Friedhofsanlage mit überwiegend modernen Grabsteinen und moderner Kapelle, erbaut Ende des 19. Jh. |         | 01.02.1995       | 188             |
| Fachwerkhofanlage | Fachwerkhofanlage                    | Niederdrees Kirchgasse 18 Karte         | ehemals mehrflügelige Hofanlage aus der 1. Hälfte des 19. Jh., traufständig zur Straße                                            |         | 14.03.1995       | 207             |

## Oberdrees
| Bild                                        | Bezeichnung                                       | Lage                                                | Beschreibung | Bauzeit | Eingetragen seit | Denkmal- nummer |
| ------------------------------------------- | ------------------------------------------------- | --------------------------------------------------- | --- | ------- | ---------------- | --------------- |
| weitere Bilder                              | Brunnen                                           | Oberdrees Dorfplatz Karte                           | in Feldbrand gemauertes Brunnenhäuschen mit Satteldach, 2. Hälfte des 19. Jh. |         | 05.01.1995       | 74              |
| weitere Bilder                              | Friedhof                                          | Oberdrees Schulstraße Karte                         | quadratische Friedhofsanlage, Ende des 19. Jh. |         | 01.02.1995       | 126             |
| weitere Bilder                              | Pfarrhaus                                         | Oberdrees Oberdreeser Straße 32 Karte               | zweigeschossiger, fünfachsiger Putzbau unmittelbar gegenüber der Kirche aus dem Jahre 1831 |         | 25.07.1994       | 139             |
| weitere Bilder                              | Kriegergedächtnisstätte                           | Oberdrees Vor Oberdreeser Straße 23 Karte           | kleine Grünanlage mit einem obeliskartigen Monument in Basaltlava, 1920er Jahre Das Kriegerdenkmal für die Gefallenen von 1914–18 wurde nach dem Entwurf des Bildhauers Carl Burger in Mayen geschaffen. |         | 05.01.1995       | 66              |
| weitere Bilder                              | Katholische Pfarrkirche St. Aegidius              | Oberdrees Oberdreeser Straße 21 Karte               | Kirchenschiff, Turm und Chor wurden 1688 errichtet, Kollator war der Freiherr von der Leyen von Schloss Adendorf, erweitert 1921, konsekriert 1922, renoviert 1965                                       |         | 17.05.1994       | 127             |
| weitere Bilder                              | Wegekreuz                                         | Oberdrees Burggraben/Feldstraße Karte               | Sandsteinkreuz, Mitte des 19. Jh. |         | 06.07.1989       | 45              |
| weitere Bilder                              | Wegekreuz                                         | Oberdrees Schulstraße/Locher Weg Karte              | mächtiges Votivkreuz aus Sandstein, 1719 |         | 06.07.1989       | 48              |
| Fachwerkgehöft                              | Fachwerkgehöft                                    | Oberdrees Oberdreeser Straße 48 Karte               | Wohngebäude des 18. Jh. |         | 18.12.1984       | 4               |
| weitere Bilder                              | Wohngebäude                                       | Oberdrees Bundesstraße 21 / Ecke Marienstraße Karte | altes Zollhaus des 18. Jh. |         | 18.12.1984       | 6               |
| weitere Bilder                              | Kreuz                                             | Oberdrees Oberdreeser Straße Karte                  | Steinkreuz des 18. Jh. |         | 18.12.1984       | 12              |
| weitere Bilder                              | Kreuz                                             | Oberdrees Bundesstraße Karte                        | Trachytkreuz des 19. Jh. |         | 26.02.85         | 19              |
| weitere Bilder                              | Kreuz                                             | Oberdrees Oberdreeser Straße Karte                  | Trachytkreuz des 19. Jh. |         | 26.02.85         | 20              |
| ehemalige Fachwerkhofanlage                 | ehemalige Fachwerkhofanlage                       | Oberdrees Burggraben 38 Karte                       | ehemalige Hofanlage, Wohnhaus als Eckbebauung zur Feldstraße, erbaut um 1700 |         | 02.06.1993       | 80              |
| weitere Bilder                              | Wegekreuz                                         | Oberdrees Freislebenstraße Fl. 18, Nr. 736 Karte    | hohes Votivkreuz aus Sandstein von 1895 |         | 07.09.1993       | 81              |
| weitere Bilder                              | 2-geschossiger Fachwerkwinkelhof                  | Oberdrees Burggraben 14 Karte                       | 2-geschossiger Fachwerkwinkelhof mit einem traufständigen Wohngebäude des frühen 19. Jh. |         | 17.05.1994       | 119             |
| Fachwerkstockwerksbau                       | Fachwerkstockwerksbau                             | Oberdrees Burggraben 12 Karte                       | 2-geschossiger Fachwerkstockwerksbau des späten 18. Jh. |         | 17.05.1994       | 120             |
| 3-flügeliger Fachwerkhof                    | 3-flügeliger Fachwerkhof                          | Oberdrees Burggraben 10 Karte                       | 3-flügeliger Fachwerkhof des späten 18. Jh. |         | 17.05.1994       | 121             |
| weitere Bilder                              | 2-geschossiger, traufständiger Fachwerkständerbau | Oberdrees Oberdreeser Straße 23 Karte               | 2-geschossiger, traufständiger Fachwerkständerbau von 1651, der nördliche 2-achsige Anbau aus dem 19. Jh.                                                                                                |         | 17.05.1994       | 122             |
| ehemalige Fachwerkhofanlage                 | ehemalige Fachwerkhofanlage                       | Oberdrees Burggraben 4 Karte                        | ehemalige Fachwerkhofanlage, Wohnhaus traufständig zur Straße im Reihenverband, erbaut 18. Jh. |         | 17.05.1994       | 123             |
| ehemalige Fachwerkhofanlage                 | ehemalige Fachwerkhofanlage                       | Oberdrees Burggraben 2 Karte                        | ehemalige Fachwerkhofanlage, Wohnhaus traufständig zur Straße als Abschluss einer Fachwerkzeilenbebauung, erbaut 18. Jh.                                                                                 |         | 17.05.1994       | 124             |
| weitere Bilder                              | große Hofanlage auf U-förmigem Grundriss          | Oberdrees Oberdreeser Straße 34 Karte               | große Hofanlage auf U-förmigem Grundriss, das Wohnhaus diente wohl ursprünglich als Kloster und Sommerresidenz einer Äbtissin, erbaut 1653, spätes 18. Jh. und später                                    |         | 24.05.1994       | 125             |
| weitere Bilder                              | ehemalige Hofanlage                               | Oberdrees Oberdreeser Straße 44 Karte               | ehemalige Hofanlage aus der 1. Hälfte des 18. Jh. als Eckbebauung zum Burggraben |         | 17.05.1994       | 128             |
| 2-geschossiger Fachwerkhof                  | 2-geschossiger Fachwerkhof                        | Oberdrees Oberdreeser Straße 10 Karte               | 2-geschossiger Fachwerkhof, traufseitig geschlossen aus der 1. Hälfte des 19. Jh. |         | 17.05.1994       | 129             |
| ehemalige Hofanlage                         | ehemalige Hofanlage                               | Oberdrees Oberdreeser Straße 41 Karte               | Ehemalige Hofanlage aus der 1. Hälfte des 19. Jh. |         | 17.05.1994       | 130             |
| weitere Bilder                              | ehemalige Hofanlage                               | Oberdrees Burggraben 46 Karte                       | ehemalige Hofanlage aus der 2. Hälfte des 18. Jh. |         | 20.05.1994       | 131             |
| winkelförmig angelegtes Fachwerkgehöft      | winkelförmig angelegtes Fachwerkgehöft            | Oberdrees Oberdreeser Straße 2 Karte                | großes, winkelförmig angelegtes Fachwerkgehöft des frühen 18. Jh., Fenstereinschnitte mit Holzrahmen des späten 19. Jh.                                                                                  |         | 17.05.1994       | 132             |
| weitere Bilder                              | ehemalige Hofanlage                               | Oberdrees Burggraben 42 Karte                       | ehemalige Hofanlage, Wohnhaus traufständig zur Straße innerhalb einer geschlossenen Zeile, erbaut Ende des 18. Jh.                                                                                       |         | 27.07.1994       | 140             |
| 4-flügelige Fachwerkhofanlage               | 4-flügelige Fachwerkhofanlage                     | Oberdrees Burggraben 6 Karte                        | die sehr groß angelegte 4-flügelige Fachwerkhofanlage hat ihr ältestes Wohnhaus im Nordosten, erbaut spätes 18. Jh. und in der 2. Hälfte des 19. Jh.                                                     |         | 25.07.1994       | 141             |
| Wohnhaus                                    | Wohnhaus                                          | Oberdrees Oberdreeser Straße 37 Karte               | ehemals 3-flügelige Hofanlage aus der 2. Hälfte des 18. Jh. |         | 04.10.1994       | 148             |
| weitere Bilder                              | ehemalige Fachwerkhofanlage                       | Oberdrees Oberdreeser Straße 51 Karte               | ehemalige Fachwerkhofanlage, Wohnhaus traufständig zur Straße, erbaut um 1820 |         | 09.11.1994       | 152             |
| weitere Bilder                              | 4-flügelige Fachwerkhofanlage                     | Oberdrees Burggraben 20 Karte                       | großangelegte, 4-flügelige Hofanlage des späten 18. Jh., das Wohnhaus traufständig im Osten, 2-geschossiger Fachwerkständerbau                                                                           |         | 09.03.1995       | 208             |
| 4-flügelige, geschlossene Fachwerkhofanlage | 4-flügelige, geschlossene Fachwerkhofanlage       | Oberdrees Oberdreeser Straße 60 Karte               | 4-flügelige, geschlossene Fachwerkhofanlage des 18. Jh., Wohnhaus traufständig zur Straße mit Scheunenteil an der linken Seite                                                                           |         | 23.03.1995       | 210             |
| Fachwerkgebäude                             | Fachwerkgebäude                                   | Oberdrees Burggraben 5 Karte                        | 2-geschossiges Fachwerkgebäude mit geschoßtrennendem Schwellenkranz, traufständig zum Burggraben |         | 07.08.1995       | 214             |
| weitere Bilder                              | Fachwerkhofanlage                                 | Oberdrees Oberdreeser Straße 31 Karte               | ehemalige Fachwerkhofanlage aus der ersten Hälfte des 19. Jahrhunderts, traufständig zur Oberdreeser Straße mit jüngerer Toreinfahrt und früherem Bergeraum                                              |         | 05.03.2001       | 219             |
| Fachwerkgebäude                             | Fachwerkgebäude                                   | Oberdrees Burggraben 30 Karte                       | Giebelständiger Fachwerkbau in Ständerbauweise, niedrig verputzter Sockel, leicht vorkragendes OG |         | 23.07.2004       | 220             |

## Queckenberg
| Bild           | Bezeichnung                       | Lage                                     | Beschreibung                                                                            | Bauzeit | Eingetragen seit | Denkmal- nummer |
| -------------- | --------------------------------- | ---------------------------------------- | --------------------------------------------------------------------------------------- | ------- | ---------------- | --------------- |
| weitere Bilder | Kapelle St. Josef                 | Queckenberg Madbachstraße 51 Karte       | schlichter, verputzter Bruchsteinbau mit dreiseitigem Chorabschluss von 1753            |         | 13.12.1993       | 95              |
| weitere Bilder | Wegekreuz                         | Queckenberg Alte Höhle/Kaulengasse Karte | Eichenholzkreuz; 1913                                                                   |         | 06.07.1989       | 49              |
| weitere Bilder | 2-geschossiger Fachwerkständerbau | Queckenberg Madbachstr. 58 Karte         | ursprünglich 1-geschossiger Fachwerkständerbau mit Kniestock, erbaut 18. Jh. und später |         | 13.12.1993       | 96              |

### Loch
| Bild                                  | Bezeichnung                           | Lage                     | Beschreibung | Bauzeit | Eingetragen seit | Denkmal- nummer |
| ------------------------------------- | ------------------------------------- | ------------------------ | --- | ------- | ---------------- | --------------- |
| weitere Bilder                        | Hofanlage                             | Loch Kapellenweg 2 Karte | vierflügelig geschlossene Hofanlage aus dem 18. Jh.                                                                     |         | 24.10.1988       | 37              |
| ehemals 3-flügelige Fachwerkhofanlage | ehemals 3-flügelige Fachwerkhofanlage | Loch Madbachstr. 8       | ehemals 3-flügelige Fachwerkhofanlage, Wohnhaus traufständig zur Straße, erbaut Ende des 18. Jh.                        |         | 13.12.1993       | 94              |
| weitere Bilder                        | Fachwerkhofanlage                     | Loch Alte Höhle 2        | ehemalige 3-flügelige Fachwerkhofanlage, erbaut 1799                                                                    |         | 14.12.1993       | 103             |
| 4-flügelige Hofanlage                 | 4-flügelige Hofanlage                 | Loch Locher Str. 36      | geschlossene 4-flügelige Hofanlage auf hohem Sockel direkt am Bachlauf gelegen aus der 2. Hälfte des 18. Jh. und später |         | 10.06.1994       | 133             |

### Sürst
| Bild           | Bezeichnung                       | Lage              | Beschreibung                                                    | Bauzeit | Eingetragen seit | Denkmal- nummer |
| -------------- | --------------------------------- | ----------------- | --------------------------------------------------------------- | ------- | ---------------- | --------------- |
| weitere Bilder | mehrflügeliger großer Fachwerkhof | Sürst Nr. 2 Karte | mehrflügeliger großer Fachwerkhof aus der 2. Hälfte des 18. Jh. |         | 13.12.1993       | 97              |

### Winterburg
| Bild | Bezeichnung | Lage                   | Beschreibung           | Bauzeit | Eingetragen seit | Denkmal- nummer |
| ---- | ----------- | ---------------------- | ---------------------- | ------- | ---------------- | --------------- |
|      | Winterburg  | Queckenberg-Winterburg | Burganlage des 14. Jh. |         | 18.12.1984       | 5               |

## Ramershoven
Die Ziffern 8. und 5.1 umfasst sowohl die Baudenkmäler der eingemeindeten Ortschaft Wormersdor, als auch des zugehörigen Wohnplatzes Peppenhoven.
| Bild                                       | Bezeichnung                                | Lage                                                | Beschreibung | Bauzeit | Eingetragen seit | Denkmal- nummer |
| ------------------------------------------ | ------------------------------------------ | --------------------------------------------------- | --- | ------- | ---------------- | --------------- |
| Brunnen                                    | Brunnen                                    | Ramershoven Flerzheimer Straße/Eichenstr.           | runder Brunnenschacht aus Backstein mit später unregelmäßig aufgemauertem fünfeckigen Brunnenhäuschen aus Feldbrandstein, erbaut 19. Jh. |         | 04.08.1994       | 147             |
| weitere Bilder                             | Wegekreuz                                  | Ramershoven Flerzheimer Straße Karte                | Grabkreuz aus Trachyt von 1775 |         | 06.07.1989       | 51              |
| weitere Bilder                             | Wegekreuz                                  | Ramershoven Eichenstraße (vor der Brücke) Karte     | Grabkreuz aus Trachyt von 1775 |         | 06.07.1989       | 50              |
| weitere Bilder                             | Wegekreuz                                  | Ramershoven Eichenstr. Karte                        | Trachytkreuz des 19. Jh. |         | 23.06.1986       | 29              |
| weitere Bilder                             | Wegekreuz                                  | Peppenhoven vor Haus Nr. 20 Karte                   | Marmorkreuz |         | 07.05.1987       | 36              |
| weitere Bilder                             | Fachwerkgehöft                             | Ramershoven Flerzheimer Str. 35 Karte               | 2-gesch. Wohngebäude des 18. Jh. |         | 18.12.1984       | 2               |
| Pfarrhaus                                  | Pfarrhaus                                  | Ramershoven Schmidtheimer Str. 35 Karte             | Barockes Pfarrhaus des 18. Jh. |         | 18.12.1984       | 3               |
| weitere Bilder                             | Pfarrkirche                                | Ramershoven Schmidtheimer Str. Karte                | Kirche des 13./18. Jh. |         | 18.12.1984       | 7               |
| weitere Bilder                             | Kreuz                                      | Ramershoven Einmündung Feldweg, Fl. 5 Nr. 212 Karte | Sandsteinkreuz aus dem 18./19. Jh. |         | 18.12.1984       | 13              |
|                                            | Scheune                                    | Ramershoven Schmidtheimer Str. 35                   | Das Fachwerkgebäude ist nicht mehr vorhanden! |         | 18.12.1984       | 17              |
| Hofanlage                                  | Hofanlage                                  | Ramershoven Flerzheimer Str. 19 Karte               | Fachwerkwinkelhofanlage, 1. Hälfte des 19. Jh. |         | 09.10.1989       | 38              |
| weitere Bilder                             | Hofanlage                                  | Ramershoven Schmidtheimer Str. 31 Karte             | große geschlossene 4-flügelige wasserumwehrte Hofanlage des 17. Jh. und später |         | 11.02.1991       | 59              |
| weitere Bilder                             | Fachwerkhofanlage                          | Ramershoven Flerzheimer Str. 22 Karte               | geschlossene Hofanlage, 2. Hälfte des 18. Jh. und später |         | 27.05.1993       | 62              |
| Fachwerkhofanlage                          | Fachwerkhofanlage                          | Ramershoven Flerzheimer Str. 30 Karte               | ehemalige Hofanlage, 1. Hälfte des 19. Jh. |         | 07.11.1994       | 63              |
| Fachwerkhofanlage                          | Fachwerkhofanlage                          | Ramershoven Flerzheimer Str. 23 Karte               | ehemalige Winkelhofanlage, 1. Hälfte des 19. Jh. |         | 27.05.1993       | 64              |
| weitere Bilder                             | Fachwerkhofanlage                          | Ramershoven Flerzheimer Str. 26 Karte               | ehemals 3-flügelige Fachwerkhofanlage, Mitte des 18. Jh. |         | 27.05.1993       | 65              |
| weitere Bilder                             | Fachwerkhofanlage                          | Ramershoven Flerzheimer Str. 40 Karte               | 4-flügelige Fachwerkhofanlage (Pützhof), 1803/19. Jh. |         | 27.05.1993       | 67              |
| weitere Bilder                             | Backsteinhofanlage                         | Ramershoven Flerzheimer Str. 33 Karte               | große 4-flügelige Backsteinhofanlage, Wohnhaus um 1905, Scheune 18. Jh., |         | 07.02.1994       | 107             |
| Fachwerkhofanlage                          | Fachwerkhofanlage                          | Ramershoven Flerzheimer Str. 15 Karte               | mehrflügelige Hofanlage, von der alten Anlage lediglich das Wohnhaus erhalten, erbaut in der 1. Hälfte des 19. Jh. |         | 15.09.1994       | 144             |
| Fachwerkhofanlage (früher), Wohnhaus (Neu) | Fachwerkhofanlage (früher), Wohnhaus (Neu) | Ramershoven Eichenstr. 7 Karte                      | 4-flügelige geschlossene Hofanlage aus mehreren Bauphasen, erbaut 18. und 19. Jh. Nach einem Teileinsturz und einer Abbruchverfügung wurde der Schutzumfang reduziert. Der Schutzumfang umfasst nun das Wohnhaus und den angrenzenden Keller. |         | 15.09.1994       | 145             |
| Fachwerkgebäude                            | Fachwerkgebäude                            | Ramershoven Flerzheimer Str. 21 Karte               | Traufständiger Fachwerkbau aus der 1. Hälfte des 19. Jh. |         | 18.10.2004       | 222             |

### Peppenhoven
| Bild             | Bezeichnung      | Lage              | Beschreibung | Bauzeit | Eingetragen seit | Denkmal- nummer |
| ---------------- | ---------------- | ----------------- | --- | ------- | ---------------- | --------------- |
| Burg Peppenhoven | Burg Peppenhoven | Peppenhoven       | Burganlage ab 1351 |         | 18.12.1984       | 9               |
|                  | Jesuitenhof      | Peppenhoven Nr. 9 | zur Burg Peppenhoven gehörig; wohl der ehemalige Muttergottes- später Jesuitenhof genannt, 1478 erstmals erwähnt, erbaut 18. Jh. |         | 13.12.1993       | 102             |

## Todenfeld
| Bild                        | Bezeichnung                 | Lage                                | Beschreibung | Bauzeit | Eingetragen seit | Denkmal- nummer |
| --------------------------- | --------------------------- | ----------------------------------- | --- | ------- | ---------------- | --------------- |
| weitere Bilder              | Kapelle St. Hubertus        | Todenfeld Kirchstraße 16 Karte      | auf einer kleinen Anhöhe liegende Backsteinkapelle in neugotischen Formen von 1899 (1896), Vorgängerkapelle von 1660   |         | 14.12.1993       | 104             |
| Wohnhaus                    | Wohnhaus                    | Todenfeld Todenfelder Str. 4 Karte  | Fachwerkgehöft des 18./19. Jh.                                                                                         |         | 20.12.1984       | 18              |
| ehemalige Fachwerkhofanlage | ehemalige Fachwerkhofanlage | Todenfeld Todenfelder Str. 22 Karte | ehemalige Fachwerkhofanlage aus dem 18. Jh., erhaltenswert lediglich das giebelständig an der Straße stehende Wohnhaus |         | 09.12.1993       | 101             |

## Wormersdorf
Die Ziffern 10. und 10.1 umfasst sowohl die Baudenkmäler der eingemeindeten Ortschaft Wormersdor, als auch des zugehörigen Wohnplatzes Klein Altendorf.
| Bild           | Bezeichnung                                                | Lage                                        | Beschreibung | Bauzeit | Eingetragen seit | Denkmal- nummer |
| -------------- | ---------------------------------------------------------- | ------------------------------------------- | --- | ------- | ---------------- | --------------- |
| weitere Bilder | Jüdischer Friedhof                                         | Wormersdorf östlich der Ruine Tomburg Karte | 3 Grabsteine mit Inschriften in hebräischer und lat. Schrift |         | 01.06.1985       | 22              |
| weitere Bilder | Neue Katholische Pfarrkirche St. Martin                    | Wormersdorf Wormersdorfer Str. 49 Karte     | zweischiffige Saalkirche mit Sakristeianbau im Südosten, erbaut 1934/35, (Architekt Fischer) |         | 15.09.1993       | 88              |
| weitere Bilder | Katholische Pfarrkirche St. Martinus (Ipplendorfer Kirche) | Wormersdorf Ipplendorfer Straße 91 Karte    | einschiffige Saalkirche mit Langchor und dreiseitigem Schluss, erbaut 1714–17 |         | 15.09.1993       | 84              |
| weitere Bilder | Schule                                                     | Wormersdorf Wormersdorfer Straße 33 Karte   | breitgelagerter, zweigeschossiger Putzbau mit 11 Achsen und etwas vorgezogener Mittelachse, 1930er Jahre |         | 05.01.1995       | 89              |
| Reliefplatte   | Reliefplatte                                               | Wormersdorf Kirchenvorplatz                 | Kreuzwegstation aus Sandstein aus dem 18. Jh. |         | 28.07.1989       | 56              |
| weitere Bilder | Ruine Tomburg                                              | Wormersdorf Flur 29, Nr. 16 Karte           | mittelalterliche Burgruine, in keltischer Zeit befestigt, in römischer Zeit Militärposten, in karolingischer Zeit Stützpunkt an der Aachen-Frankfurter Heerstraße, Anfang des 11. Jh. erstmals urkundlich erwähnt |         | 15.09.1993       | 86              |
| weitere Bilder | Wegekreuz                                                  | Wormersdorf Unterdorf/Weidengraben          | Granit-/Sandsteingedenkkreuz von 1844 |         | 06.07.1989       | 52              |
| weitere Bilder | Wohnhaus                                                   | Wormersdorf Ellig 1                         | hoch über dem Straßenniveau gelegener unterkellerter, giebelständiger Ständergeschoßbau, 1. Hälfte des 18. Jh. |         | 15.09.1993       | 83              |
| Wohnhaus       | Wohnhaus                                                   | Wormersdorf Tomberger Str. 10               | 2-geschossiger Fachwerkstockwerksbau um 1800 |         | 15.09.1993       | 85              |
| weitere Bilder | Fachwerkstockwerksbau                                      | Wormersdorf Unterdorf 17                    | 4-flügelige Hofanlage der 2. Hälfte des 18. Jh. |         | 15.09.1993       | 87              |
| weitere Bilder | Fachwerkgebäude                                            | Wormersdorf Ellig 7                         | von der Straßenflucht zurückliegender 2-geschossiger Fachwerkstockwerksbau aus der 1. Hälfte des 19. Jh. |         | 17.02.1995       | 201             |

### Klein Altendorf
| Bild           | Bezeichnung                                                                        | Lage                           | Beschreibung | Bauzeit | Eingetragen seit | Denkmal- nummer |
| -------------- | ---------------------------------------------------------------------------------- | ------------------------------ | --- | ------- | ---------------- | --------------- |
|                | Gutshof Klein Altendorf und Wohngebäude der ehemaligen Melker- und Schweinemeister | Klein-Altendorf Nr. 2, 7 und 9 | Dreiflügelige Backsteinhofanlage mit separatem Wohnhaus im Osten, erbaut 1894, und Wohngebäude der ehemaligen Melker- und Schweinemeister, erbaut 1927                                       |         | 24.06.1996       | 216             |
| weitere Bilder | ehemaliges Rittergut                                                               | Klein-Altendorf Nr. 1 Karte    | ehemaliges Rittergut, seit dem 14. Jh. als kurkölnisches Lehen bezeugt; das jetzige Wohngebäude von den Brüdern Thomas Karl und Johann Laurenz von Schuller errichtet, 1. Hälfte des 18. Jh. |         | 16.09.1993       | 90              |